# Morchellium leviventer
Morchellium leviventer is een zakpijpensoort uit de familie van de Polyclinidae. De wetenschappelijke naam van de soort is, als Sidnyum leviventer, voor het eerst geldig gepubliceerd in 1978 door Françoise Monniot & Gaill.